# Коморо
Коморо (яп. 小諸市 Коморо-си) — город в Японии, находящийся в префектуре Нагано. Площадь города составляет 98,66 км², население — 43 091 человек (1 августа 2014), плотность населения — 436,76 чел./км².

## Географическое положение
Город расположен на острове Хонсю в префектуре Нагано региона Тюбу. С ним граничат города Саку, Томи, посёлок Миёта и село Цумагои.

## Население
Население города составляет 43 091 человек (1 августа 2014), а плотность — 436,76 чел./км². Изменение численности населения с 1980 по 2005 годы:
| 1980 | 42 355 чел. |  |
| 1985 | 43 705 чел. |  |
| 1990 | 44 888 чел. |  |
| 1995 | 45 711 чел. |  |
| 2000 | 46 158 чел. |  |
| 2005 | 45 499 чел. |  |

## Символика
Деревом города считается слива японская, цветком — Viola mandshurica f. Plena.

## Города-побратимы
- Накацугава, Япония (1973)
- Оисо, Япония (1973)
- Намэрикава, Япония (1974)